# Scutellinia barlae
Scutellinia barlae (Boud.) Maire – gatunek grzybów z rodziny Pyronemataceae.

## Systematyka i nazewnictwo
Pozycja w klasyfikacji według Index Fungorum: Scutellinia, Pyronemataceae, Pezizales, Pezizomycetidae, Pezizomycetes, Pezizomycotina, Ascomycota, Fungi.
Po raz pierwszy opisał go w 1887 r. Jean Louis Émile Boudier, nadając mu nazwę Cilaria barlae, później przez różnych naukowców zaliczany był do różnych rodzajów. Obecnie według Index Fungorum za ważną uznaje się nazwę nadaną w 1933 r. przez René Charlesa Maire, który zaliczył ten takson do rodzaju Scutellinia. Synonimy:

- Ciliaria barlae Boud. 1887
- Rubelia barlae (Boud.) Nieuwl. 1916
- Scutellinia barlae f. aurantiaca Donadini 1983
- Scutellinia trechispora var. barlae (Boud.) J. Moravec 1969
- Sphaerospora barlae (Boud.) Sacc. 1889

## Morfologia
Owocnik
Typu apotecjum bez trzonu. Średnica 4–6,5 mm. Powierzchnia hymenialna czerwonawopomarańczowa do szkarłatnoczerwonej. Ekscypulum gęsto porośnięte krótkimi włoskami o barwie od ochrowobrązowej do czarnobrązowej. Powierzchnia dolna szaropomarańczowa, pokryta stosunkowo rzadkimi, krótkimi i niepozornymi, szarawoochrowymi włoskami.
Cechy mikroskopowe
Włosy brzeżne wygięte, przeważnie tępe lub zwężające się, wyjątkowo spiczaste u góry, zazwyczaj wrzecionowate, ale czasami najszersze w dolnej części, jednolicie ubarwione, złożone z (1) 2–6 komórek, 126 × 352 × 13,5 × 27,0 µm, zawsze z prostymi, nierozgałęzionymi podstawami. Ścianki włosków ochrowożółte do rdzawobrązowych, o grubości 2,9 × 6,7 mm. Włoski ekscypulum całkowicie jednorodne w stosunku do włosków brzeżnych, giętkie, przeważnie wrzecionowate, jednolicie ubarwione, (2) 3–8 komórkowe, 146 × 378 × 12,3 × 19,5 mm, z prostą, nierozgałęzioną podstawą, o ścianach ochrowożółtych do brązowawych, o grubości 2,5 × 4,6 mm. Ekscypulum zbudowane z rzędów pryzmatycznych do izodiametrycznych komórek o średnicy 7,5 × 25,5 mm, szklistych lub półszklistych, w błękicie mlekowym cyyjanofilnych. Warstwa zewnętrzna (ectal ekscipulum) o grubości 160 × 185 µm, pseudoparenchymatyczna, złożona z izodiametrycznych, kątowych, lekko wydłużonych komórek o wymiarach 14,5 × 75 × 14,5 × 50,0 µm, z cyjanofilnymi ściankami o grubości 0,4 × 1,0 µm. Warstwa wewnętrzna (medullary excipulum) o grubości 370 × 430 µm, zbudowana z cylindrycznych komórek o teksturze porrecta-intricata, ułożonych mniej więcej równolegle do powierzchni ekscypulum, komórki o wymiarach 3,6 × 12,0 mm. Subhymenium wyraźne, o grubości 60 × 80 µm, zbudowane z gęsto upakowanych komórek o ścianach słabo cyjanofilnych. Worki cylindryczne, jednorzędowe, 8-zarodnikowe z wieczkiem, szkliste, 274 × 316 × 23,3 × 28,2 µm. Parafizy cylindryczne, proste, przeważnie maczugowato nabrzmiałe, rzadko z częścią wierzchołkową w kształcie łopatki lub wrzecionowato powiększoną; komórka wierzchołkowa o długości 30 × 66 mm i średnicy 6,0 × 11,0 mm, wypełniona żółtawo-pomarańczowym lub pomarańczowoczerwonym pigmentem, zwykle septowana. Żywa i dojrzała askospora w wodzie jest doskonale kulista, szklista, o średnicy 18,1 × 21,2 mm, wypełniona licznymi, refrakcyjnymi, ziarnistymi ciałkami lipidowymi. Jest cyjanofilna, jej ornamentacja składa się z izolowanych, walcowatych, kolców i brodawek o średnicy 0,6 × 1,8 µm i wysokości 0,6 × 1,7 µm. Niedojrzałe askospory mają kształt od szeroko elipsoidalnego do prawie kulistego.
Gatunki podobne
W Polsce występuje około 30 gatunków włośniczek. Wszystkie są morfologicznie bardzo podobne, jedyną różniącą je cechą, którą można dostrzec bez użycia mikroskopu jest długość rzęsek, nie wystarcza to jednak do rozróżnienia gatunków. Pewne ich rozróżnienie możliwe jest tylko badaniami mikroskopowymi, przy których ważne są: kształt, rozmiary i urzeźbienie powierzchni zarodników oraz budowa podstawy szczecinek, ich długość oraz inne cechy budowy mikroskopowej. Szczególnie podobny jest gatunek Scutellinia minor.

## Występowanie i siedlisko
Podano nieliczne stanowiska Scutellinia barlae w Europie i Azji, w Polsce po raz pierwszy w 2009 r.
Naziemny grzyb saprotroficzny występujący w lasach na wilgotnym podłożu. Preferuje obszary o umiarkowanym klimacie, nie występuje na obszarach arktycznych i wysokogórskich.